# Corme Porto
Pour les articles homonymes, voir Corme.
Corme Porto est une paroisse civile de la commune de Ponteceso de la province de La Corogne située dans le nord ouest de l'Espagne, faisant partie de la communauté autonome de Galice.

## Port de Corme
Le port de Corme Porto fait partie de la province maritime espagnole de La Corogne.
- Port de pêche
- Port de loisirs nautiques
- Port commercial

## Phare
- Le phare de Cabo Roncudo